# 1-й Хмельовий провулок (Житомир)
1-й Хме́льовий провулок — провулок в Богунському районі міста Житомира.     

## Характеристики
Розташований у північно-західній частині міста, в історичній місцевості Нова Рудня, в урочищі Сурина гора.             
Бере початок з вулиці Маликова, прямує на південь та завершується кутком.             

Забудова провулка — садибна житлова.             

## Історія
Провулок запроєктований у 1952 році та отримав назву Хмельовий провулок, оскільки провулок мав забудовуватися поруч з хмельовими плантаціями колгоспу ім. Мічуріна. У 1958 році відомий як Хмельовий проїзд. У 1969 році провулок отримав сучасну назву.
Забудова провулка формувалася протягом 1950 —1960-х рр. на вільних від забудови землях, що раніше використовувалися як сади й рілля між існуючими садибами Кладбищенського, Метеорологічного й Винокуренного провулків.